# Lankajärvi (sjö i Jämsä, Mellersta Finland)
Lankajärvi är en sjö i kommunen Jämsä i landskapet Mellersta Finland i Finland. Arean är 47 hektar och strandlinjen är 6,14 kilometer lång. Sjön  ingår i Kumo älvs huvudavrinningsområde.   Den ligger omkring 67 kilometer sydväst om Jyväskylä och omkring 180 kilometer norr om Helsingfors. 